# Dorsal konsonant
Dorsal konsonant av latinets dorsum, rygg. En konsonant som produceras genom att tungryggen - tungans ovansida - bildar en förträngning i munhålan. Mest typiska dorsala konsonanter i svenskan är de svenska hårda K- och G-ljuden som i "katt" och "gata" och NG-ljudet som i "säng".